# Meineckia parvifolia
Meineckia parvifolia är en emblikaväxtart som först beskrevs av Robert Wight, och fick sitt nu gällande namn av Grady Linder Webster. Meineckia parvifolia ingår i släktet Meineckia och familjen emblikaväxter. Inga underarter finns listade i Catalogue of Life.